# Mistrzostwa Świata w Smoczych Łodziach 2014
Mistrzostwa Świata w Smoczych Łodziach 2014 – odbyły się w Poznaniu w dniach 27-31 sierpnia 2014, na Torze Regatowym Malta. Zawody odbywały w dniach 28-31 sierpnia, a 27 sierpnia o 19:00 odbyło się uroczyste otwarcie. Organizatorem zawodów był Polski Związek Kajakowy, a partnerami zostali Miasto Poznań i Urząd Marszałkowski Województwa Wielkopolskiego.